# Stanislav Stepaškin
Stanislav Ivanovič Stepaškin (in russo Станислав Иванович Степашкин?; Mosca, 1º settembre 1940 – Mosca, 4 settembre 2013) è stato un pugile sovietico, dal 1991 russo, che ha vinto la medaglia d'oro alle Olimpiadi di Tokyo 1964 nei pesi piuma.

## Palmarès

### Olimpiadi
- 1 medaglia:
  - 1 oro (Tokyo 1964 nei pesi piuma)

### Europei dilettanti
- 2 medaglie:
  - 2 ori (Mosca 1963 nei pesi piuma; Berlino 1965 nei pesi piuma)